# Hengifoss
Hengifoss (118 m) – trzeci co do wysokości wodospad na Islandii, położony na wypływającej z jeziora Hengifossarvatn rzece Hengifossa. Jego dość cienka nitka wspaniale prezentuje się na tle bazaltowej ściany przetykanej cienkimi czerwonymi nitkami gliny.
Hengifoss można osiągnąć z Fljótsdalur lub Egilsstaðir drogą numer 931. Od położonego pod wodospadem parkingu prowadzi do niego szlak turystyczny o średniej trudności. Droga do wodospadu trwa około 45 minut. Po drodze warto zatrzymać się przy otoczonym wspaniałymi bazaltowymi kolumnami wodospadzie Litlanesfoss. Od Litlanesfoss szlak robi się trudniejszy, wskazane jest posiadanie odpowiednich butów. Najwytrwalsi pokonają wypływający z wodospadu potok i rzucą okiem na niewielką jaskinię znajdującą się za kaskadą.